# 真言律宗

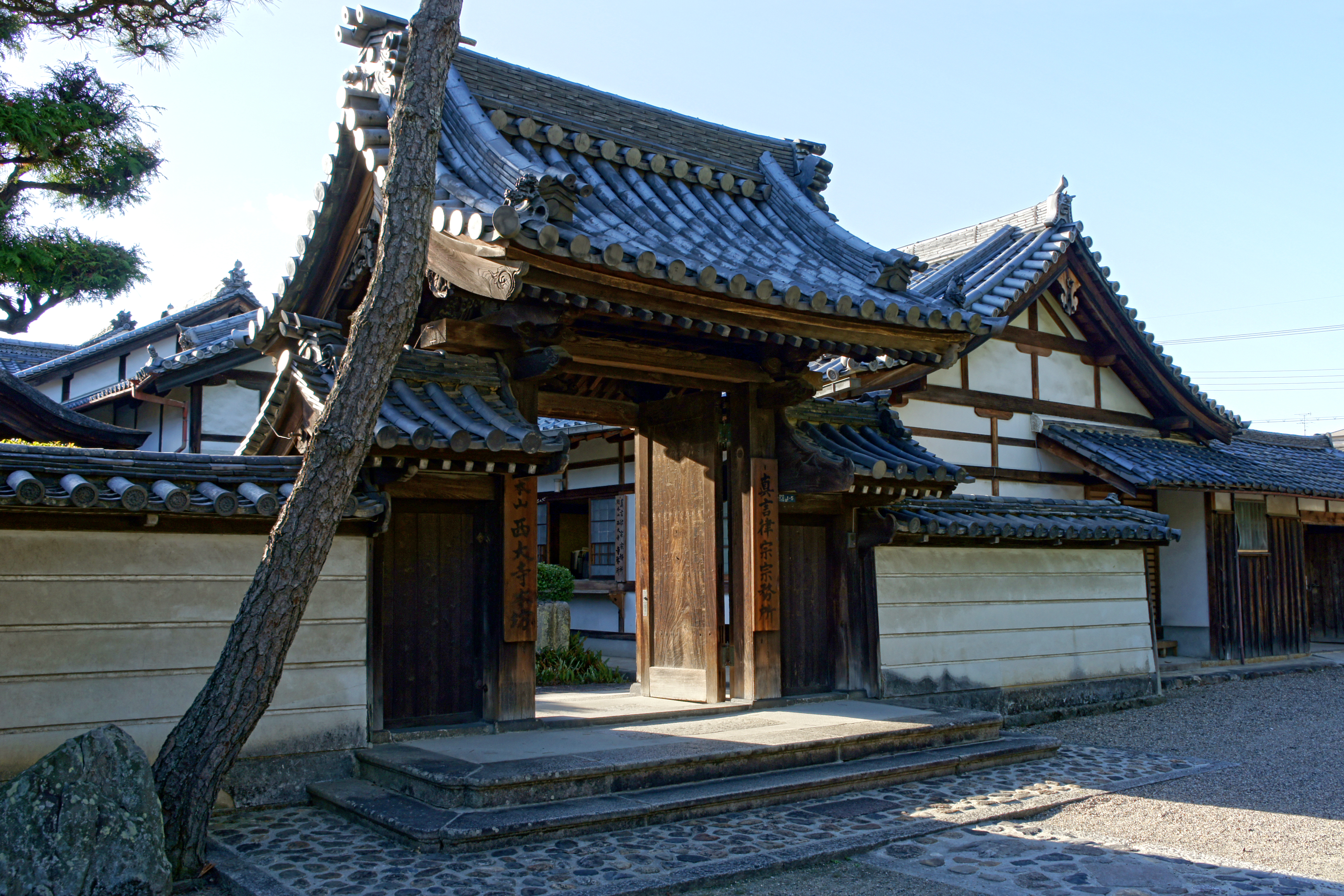
真言律宗宗務所（西大寺境内）

真言律宗（しんごんりっしゅう）は、真言密教の宗義に基づいて「根本仏教」の出家戒である『具足戒』と、金剛乗の戒律である『三昧耶戒』を修学する一派。また、南都六宗の1つである律宗精神の再興の意義も併せて有している。

## 宗祖
西大寺の叡尊（興正菩薩）を中興の祖とする。なお、空海を高祖として特に仰いでいる。

## 沿革

### 鎌倉時代
叡尊は荒廃した既存仏教に対する批判から律宗の覚盛とともに、これまで国家が定めた手続きによる方法しか認められていなかった出家戒の授戒を自らの手で行った（自誓授戒）。その後、戒律に対する考え方の違いから覚盛と一線を画するが、彼の依頼による西大寺再興を引き受けて、続いて海龍王寺・法華寺・般若寺などの再興に従事して、朝廷の許可なくして独自の戒壇を設置した。
続いて弟子の忍性が登場して叡尊が十分に達せられなかった民衆への布教に才覚を示して、鎌倉に極楽寺を建立した。
これが真言律宗の起源であるが、当初叡尊自身やその門人は真言宗の再興の一環として出家戒を基とする律宗再興を図ったものであり、自らを真言宗の一派である「西大寺流」として規定して行動していた。しかし、当時においては律宗の新派と見られていた。なお、叡尊の行動は通説では旧仏教内部からの改革運動と位置づけられているが、近年ではこれを真言宗・律宗の枠を超えた新宗派であるとして「鎌倉新仏教」の1つと見る説もある（「鎌倉仏教」参照）。
後継者である信空・忍性は朝廷の信任が厚く、諸国の国分寺再建（勧進）を命じられてこれを末寺化するなど、教派の拡大に努めた。自身に厳格で寺院再建のノウハウを積んだ真言律宗の僧侶主導の勧進活動に対する評価の上昇はやがて他の律宗諸派再興の動きを促し、一時は真言律宗を含めた律宗は禅宗・浄土宗などと勢力を分けて日蓮より「律国賊」との非難を受けるほどであった。
特筆されるべき事は叡尊・忍性による救済活動が非人、貧民、らい病患者に対するものであり、その数が数万人に達していたことであろう。また元寇における元軍の撃退も叡尊・忍性の呪法によるものであったと認識されていた。

### 室町以降
室町時代後期以後一時衰微したものの、江戸時代前期の明忍が再興の動きを見せ、その門人にあたる浄厳は初めて公に「真言律宗」という名乗りを用いた。
1872年（明治5年）、明治政府は諸宗派の整理を断行、その際律宗系最大の勢力であった真言律宗が元は真言宗の流れを汲むことから全律宗諸派が真言宗に組み入れられた。
その後、律宗系諸派はいずれも真言宗からの独立を求め、西大寺でも佐伯弘澄（64世長老）が運動を行った。その甲斐があり、1895年（明治28年）に律宗系の諸派は真言宗からの独立を許されて、その際に真言律宗も真言宗から独立する。ただし、明治以前真言律宗であった寺院の中には独立に従わずに真言宗寺院としての道を歩んだものもあった。
以後、西大寺を総本山としてその住職である西大寺長老が真言律宗管長を兼務する慣例となっている。

## 西大寺長老歴代
1. 興正菩薩叡尊
2. 慈真和尚信空
3. 宣瑜
4. 静然
5. 賢善
6. 澄心
7. 信昭
8. 元耀
9. 真湛
10. 清算
11. 覚乗
12. 貞祐
13. 信尊
14. 堯基
15. 貞泉
16. 禅誉
17. 慈朝
18. 深泉
19. 良耀
20. 高湛
21. 叡空
22. 英如
23. 英源
24. 元空
25. 栄秀
26. 高海
27. 良誓
28. 元澄
29. 高算
30. 仙恵
31. 秀如
32. 良慶
33. 尊海
34. 高仲
35. 高森
36. 玄海
37. 高実
38. 光淳
39. 高珠
40. 尊珠
41. 高興
42. 尊慶
43. 凝海
44. 高秀
45. 高久
46. 高仙
47. 尊智
48. 高喜
49. 賢瑜
50. 高圓
51. 尊信
52. 高算
53. 尊覚
54. 尊栄
55. 寛慶
56. 高瑜
57. 尊静
58. 尊堂
59. 尊員
60. 慶般
61. 英堂
62. 尊慧
63. 高判
64. 佐伯弘澄
65. 福垣眞應
66. 佐伯悟龍
67. 駒岡乗圓
68. 瀬木俊明
69. 松本実道
70. 谷口光明
71. 大矢實圓
72. 松村隆誉

## 宗務組織
- 管長
- 宗務長
- 庶務部
- 財務部
- 教学部
- 宗議会
  - 宗会議員（10名）
  - 議長
  - 副議長

## 関連組織
- 寺族婦人会

## 寺格（順不同）
- 総本山 - 西大寺（奈良市）
- 大本山 - 宝山寺（奈良県生駒市）
- 別格本山 - 一之室院（塔頭）、護国院（塔頭）、称名寺（横浜市金沢区）、教興寺（大阪府八尾市）、久修園院（大阪府枚方市）、国分寺（愛媛県今治市）、法華寺（今治市）、蓮華院誕生寺（熊本県玉名市）
- 由緒寺 - 極楽寺（神奈川県鎌倉市）、放生院（京都府宇治市）、岩船寺（京都府木津川市）、浄瑠璃寺（木津川市）、海龍王寺（奈良市）、不退寺（奈良市）、般若寺（奈良市）、元興寺極楽坊（奈良市）、元興寺小塔院（奈良市）、白毫寺（奈良市）、額安寺（奈良県大和郡山市）
- その他の寺院　長弓寺（生駒市）、長福寺（生駒市）、圓證寺（生駒市）

## 教育機関
- 興法学院
- 種智院大学（協同経営）
- 洛南高等学校・附属中学校（協同経営）
- 真言律宗教学研究所